# Wilhelm Rautenberg (Jurist)
Franz Wilhelm Rautenberg (* 14. Oktober 1809 in Hannover; † 5. August 1889 in Bad Eilsen) war ein deutscher Jurist und Rechtsanwalt.

## Leben
Rautenberg war Sohn des Advocaten in Hannover Johann Gottfried Franz Georg Rautenberg (1776–1838) und seiner Ehefrau Sabine geb. Vezin (1783–1856). Er studierte Rechtswissenschaften in Kiel (bis Ostern 1830), ab 6. Mai 1830 in Göttingen, und  ab 26. Oktober 1831 in Heidelberg. Er war Mitglied der Corps Hannovera Göttingen und Guestphalia Heidelberg. Nach dem Studium wurde Rautenberg Rechtsanwalt in Hannover, 1879 war er als Justizrat Rechtsanwalt und Notar in Hannover. Rautenberg war Syndikus der Anwaltskammer und Vorsitzender der Landesversicherungsanstalt in Hannover. Er verstarb als Justizrat in Bad Eilsen.
Seine Brüder waren der hannoversche Obergerichtsanwalt Louis Berthold Carl August Rautenberg (1806–1874), der Oekonom und Landwirt Heinrich Wilhelm Thomas Marius Rautenberg (1808–1870) und der hannoversche Oberförster Friedrich Leopold Georg Wilhelm Rautenberg (1811–1898).